# Piatra-Mare-Gebirge
Koordinaten: 45° 33′ N, 25° 39′ O

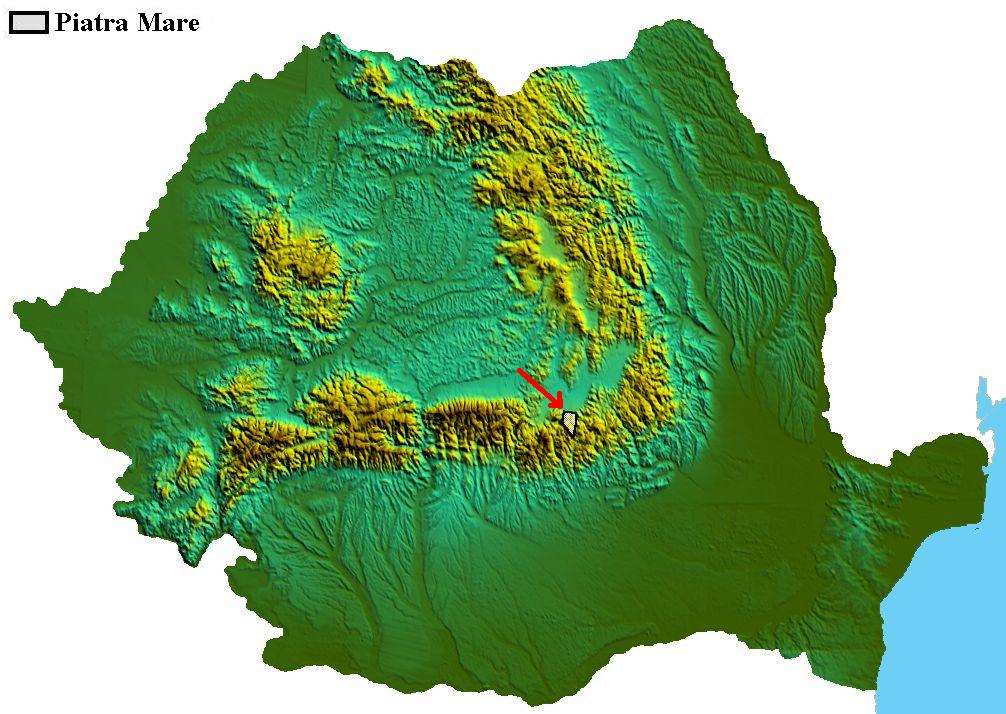
Lage des Piatra Mare in Rumänien

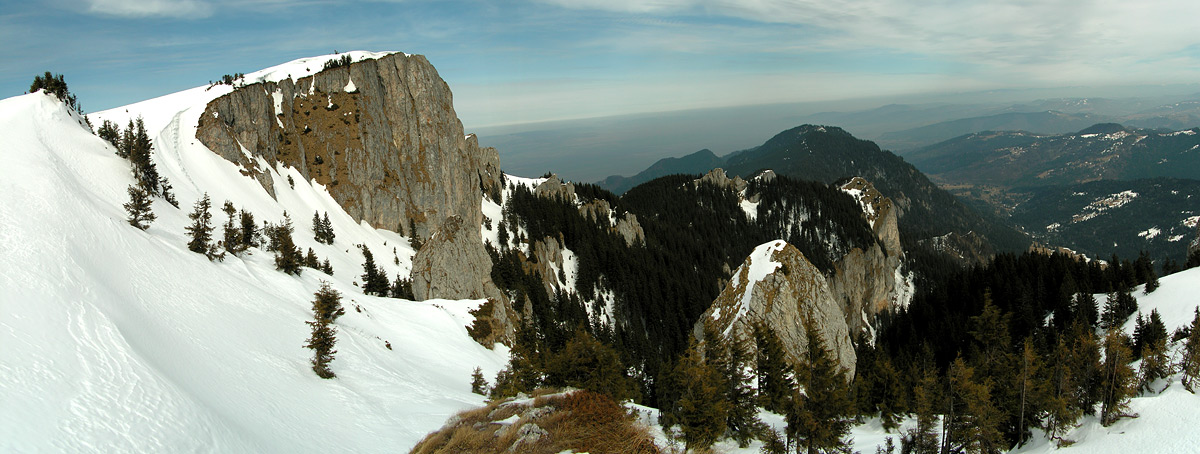
Ostabhang des Piatra Mare-Gebirges

Das Piatra-Mare-Gebirge (dt. Hohenstein, wörtliche Übersetzung „Großer Stein“) mit dem gleichnamigen höchsten Gipfel (1.843 m) ist ein kleines Gebirge südöstlich von Brașov in Rumänien. Es ist Teil der Munții Bârsei (Burzengebirge) und liegt an der Grenze der Ost- und der Südkarpaten. 

## Geographie
Es hat eine relativ kleine Ausdehnung von ca. 5 km in der West-Ost- und etwa 10 km in der Nord-Süd-Achse. Begrenzt wird es 
- im Norden von der Burzenländer Senke mit der Stadt Săcele,
- im Osten vom Gârcinul-Bach,
- im Süden von den Ausläufern des Baiu-Gebirges und
- im Westen vom Timișul-Bach.

## Beschreibung
Das Piatra-Mare-Gebirge besteht vorwiegend aus Kalkstein und Flysch. Das Gestein bildet einen überwiegend in Nord-Süd-Richtung verlaufenden Kamm, von dem nach Westen stärker gegliederte Seitenkämme abgehen, wohingegen das Gebirge nach Osten recht steil und einförmig abfällt.

## Wirtschaft
Der unbewohnte Höhenzug wird zum Teil als Weidefläche genutzt. Weiterhin spielt in dem überwiegend von Nadelwald bedeckten Gebiet die Forstwirtschaft eine Rolle.

## Tourismus
Das Gebirge ist ein beliebtes Wandergebiet. Außer dem unbewaldeten Gipfel, der einen freien Rundblick in alle Richtungen erlaubt, sind Sehenswürdigkeiten
- die Eishöhle Peștera de Gheața,
- die Schlucht Șapte Scări im Șipoiaia-Tal,
- die Tamina-Schlucht im Tal Valea Pietrei Mici.

Im Zentrum des Gebirges liegt die Berghütte Cabana Piatra Mare.

## Ortschaften in der Umgebung
- Brașov (Kronstadt)
- Săcele (Siebendörfer)
- Predeal
- Timișu de Sus (Obertemesch)
- Timișu de Jos (Untertemesch)